# Массіель
Массіель (ісп. María de los Ángeles Felisa Santamaría Espinosa; нар. 2 серпня 1947 року, Мадрид, Іспанія) — іспанська співачка. Представляла Іспанію на Євробаченні 1968, на якому перемогла з піснею «La, la, la».

## Біографія
Народилася в сім'ї імпресаріо. Перші записи Массіель були випущені 1966 року. У 1968 році співачці було запропоновано замінити Хуана Мануеля Серрата, який переміг на національному відборі, як представниця Іспанії на конкурсі пісні Євробачення через те, що Серрат збирався виконувати свій номер каталонською мовою. З піснею La, la, la Масієль перемогла на конкурсі, випередивши на один бал Кліффа Річарда. При цьому виконана нею пісня заслужила найбільшої критики за її якісний рівень порівняно з усіма композиціями, які будь-коли перемагали на Євробаченні.
Після перемоги була зустрінута на батьківщині як національна героїня та нагороджена іспанським урядом Бантом Ізабелли Католицької, але співачка відмовилася від нагороди, за що її протягом року не допускали на іспанському телебаченні.
Протягом 1960-1980-х років була дуже популярна не тільки в Іспанії, а й у країнах Латинської Америки. За свою тривалу кар'єру випустила понад 50 альбомів. Виконала низку ролей у драматичному театрі. Тричі була одружена.

## Дискографія
- 1966 Di que no
- 1968 Cantando a la vida
- 1970 Massiel en México
- 1972 Baladas de Bertolt Brecht
- 1972 Lo mejor de Massiel
- 1975 Viva
- 1976 Carabina 30-30
- 1977 Alineación
- 1981 Tiempos difíciles
- 1982 Rosas en el mar
- 1983 Corazón de hierro
- 1984 Sola en libertad
- 1985 Massiel en Des...Concierto
- 1986 Desde dentro
- 1990 Deslices
- 1997 Desátame
- 1997 Autoretrato: Lo mejor de Massiel
- 1998 Grandes Éxitos
- 1999 Todas sus grabaciones en Polydor (1976-1977)
- 2003 Sus primeros años (1966-1975) 2 CD's
- 2007 Massiel canta a Bertolt Brecht (CD + Book)
- 2008 Sus álbumes